# فرودگاه فلای فور فان
فرودگاه فلای فور فان (به انگلیسی: Fly For Fun Airport) یک فرودگاه Municipal است که یک باند فرود چمن دارد. این فرودگاه در کشور ایالات متحده آمریکا قرار دارد .